# DARC (Protein)
DARC (von engl. Duffy antigen/receptor for chemokines), auch als Duffy-Faktor, Duffy-Antigen oder Duffy-Rezeptor bezeichnet, ist ein Protein, das in der Zellmembran von roten Blutkörperchen, Endothelzellen und Nervenzellen von Wirbeltieren vorkommt. DARC ist ein Rezeptor aus der Familie der Chemokinrezeptoren, der sowohl entzündliche Chemokine mit CC- als auch solche mit CXC-Motiv bindet. Obwohl er phylogenetisch und strukturell auf Grund seiner sieben, die Zellmembran durchspannenden, Helices den G-Protein-gekoppelten Rezeptor zugeordnet werden kann, ist er nicht zur Signalweiterleitung über G-Proteine befähigt. Seine physiologische Rolle ist weitgehend unklar. Eine Funktion als Chemokinfänger oder als Transporter für Chemokine durch das Endothel wird diskutiert. Pathophysiologisch spielt der Rezeptor eine wichtige Rolle für das Andocken der Malaria-Erreger Plasmodium vivax und Plasmodium knowlesi an rote Blutkörperchen.
Seinen vollen Namen verdankt der Rezeptor einem Patienten namens „Duffy“, in dessen Blut er 1950 als ein für Transfusionsreaktionen verantwortliches Antigen nachgewiesen wurde. Mit dem 1951 gefundenen zweiten Antigen bildete sich eine Blutgruppe heraus, in der heute drei Antikörper beim Menschen unterschieden werden.

## Vorkommen
RNA für DARC kann in relevanten Mengen insbesondere in Retikulozyten, den unmittelbaren Vorläuferzellen der Erythrozyten, nachgewiesen werden. Sie ist auch verantwortlich für das Vorkommen des DARC-Proteins in der Membran reifer Erythrozyten. Darüber hinaus findet sich DARC-RNA auch in verschiedenen Organen, wie dem Gehirn, der Milz, dem Knochenmark und der Lunge. Charakteristisch ist auch eine Expression auf Endothelzellen von Venolen und in Purkinjezellen des Kleinhirns.

## Biochemie

### Genetik
DARC ist ein Membranprotein, das durch ein Gen auf dem Chromosom 1 und dem Genlocus 1q21-q22 codiert wird. Alternatives Spleißen führt zu zwei verschiedenen Splicevarianten, die sich in ihrer extrazellulären N-terminalen Aminosäuresequenz unterscheiden. Der Polymorphismus von DARC ist für die verschiedenen Phänotypen des Duffy Blutgruppensystems verantwortlich. Ein Polymorphismus an der Position 42 der Aminosäuresequenz führt zu den Phänotypen Fy(a+b-), Fy(a-b+) und Fy(a+b+). Ein homozygoter Polymorphismus in der Promotorregion von DARC, der in Afrika mit einer über 90%igen Häufigkeit vorkommt, führt zum Duffy-negativen Fy(a-b-)-Phänotyp mit einer fehlenden Expression des Antigens auf Erythrozyten.

### Struktur
DARC ist wie die ihm verwandten Chemokinrezeptoren strukturell von seinen sieben die Zellmembran durchspannenden Helices geprägt. Die Aminosäuresequenz zeigt eine etwa 25%ige strukturelle Homologie zu anderen Chemokinrezeptoren. Dennoch fehlen dem Rezeptorprotein die für G-Protein-gekoppelte Rezeptoren der Rhodopsin-Familie (Klasse A) charakteristischen und mit der Aktivierung von G-Proteinen assoziierten DRY- und NPXXY-Motive.

### Rezeptoraktivierung und Signaltransduktion
DARC ist zur Bindung einer Reihe entzündlicher Chemokine befähigt. Im Gegensatz zu anderen Chemokinrezeptoren zeigt er keine Selektivität für entweder CC- oder CXC-Chemokine. Die höchste Affinität besitzen CXCL1, CXCL7, CXCL8, CCL2 und CCL5. Nach einer Ligandenbindung ist DARC nicht zu einer Signaltransduktion über G-Proteine befähigt. Auch andere Signaltransduktionswege über diesen Rezeptor konnten bislang noch nicht nachgewiesen werden. Im Gegensatz zu anderen Chemokinrezeptoren sind für DARC keine direkten chemotaktischen Effekte nachweisbar. Lediglich eine zelluläre Aufnahme und Transzytose der gebundenen Chemokine suggeriert eine mögliche Rolle des Rezeptors bei der Speicherung, beim Abbau oder beim Transport von entzündlichen Chemokinen.

## Funktion

### Entzündungen
Die selektive Bindung entzündlicher Chemokine und eine verstärkte Expression im entzündeten Gewebe deuten auf eine Beteiligung von DARC an Entzündungsprozessen.

### Malaria
Am besten erforscht ist die Rolle von DARC als Eintrittsrezeptor für die Malariaerreger Plasmodium vivax und Plasmodium knowlesi in Erythrozyten. Duffy-negative Personen (Fy(a-b-)-Phänotyp), die als Folge eines Polymorphismus in der Promotorregion kein DARC auf Erythrozyten bilden können, zeigen eine Resistenz gegenüber diesen Malariaerregern. Der damit zusammenhängende Selektionsdruck auf dem afrikanischen Kontinent führte dazu, dass dieser Phänotyp insbesondere im äquatorialen und im südlichen Afrika dominiert.
Das an DARC bindende Duffy-Bindungsprotein von Plasmodium vivax ist ein Ziel für die Entwicklung therapeutischer Antikörper und Impfstoffe gegen die von diesem Erreger ausgelöste Form der Malaria.